# Vagabondul milionar
Vagabondul milionar (în engleză Slumdog Millionaire) este un film de lung-metraj regizat de Danny Boyle și Loveleen Tandan, după un scenariu scris de Simon Beaufoy, adaptare după romanul Q & A al indianului Vikas Swarup. Filmul a fost marele câștigător al Premiilor Academiei Americane de Film pentru anul 2008, câștigând premiul pentru cel mai bun film și la alte șapte categorii.

## Rezumat
Acțiunea se desfășoară în India, și este povestea lui Jamal, un tânăr vagabond din mahalalele Mumbaiului care participă la varianta indiană a concursului Vrei să fii milionar? și ajunge mult mai departe decât s-ar fi așteptat, trezind suspiciunile prezentatorului emisiunii și ale poliției. De-a lungul filmului, se arată cum a ajuns Jamal să știe răspunsurile la întrebări și cum s-a înscris la emisiune în speranța de a o regăsi pe Latika, prietena lui din copilărie.

## Primirea filmului. Distincții
Premiera filmului pe marile ecrane a avut loc la 22 ianuarie 2009 la Mumbai și pe 23 ianuarie în Statele Unite ale Americii.
Făcând aluzie la felul în care sunt formulate întrebările în jocul Vrei să fii milionar?, criticul Jason Buchanan (site-ul allmovie) rezumă tipicul filmului în următorul fel: „Ce fel de film este «Vagabondul milionar» de Danny Boyle: a) povestea pilduitoare a unui om umil; b) o viziune jignitoare asupra unui copil al străzii din Mumbai; c) o poveste romantică cu accente de tragedie și biruință; d) o dramă mișcătoare despre nelegiuirea rivalității dintre frați? Vă dați bătut? «Vagabondul milionar» însumează toate acestea și multe altele pe deasupra.” (site-ul acordă filmului patru stele din cinci).
Filmul a fost nominalizat la zece categorii ale Premiilor Academiei Americane de Film și a câștigat la opt dintre ele, și anume la categoriile Cel mai bun film, Cea mai bună regie, Cea mai bună adaptare, Cea mai bună imagine, Cel mai bun sunet, Cel mai bun montaj, Cea mai bună coloană sonoră, și Cea mai bună compoziție originală. A câștigat și cinci Premii ale Criticilor BFCA, patru Globuri de Aur, și șapte Premii BAFTA, inclusiv pentru cel mai bun film.